# Driebandanemoonvis
De driebandanemoonvis (Amphiprion ocellaris) is een tropische zoutwatervis die voorkomt bij koraalriffen en boven zandgrond van 1 tot 18 meter diepte. De lengte van de driebandanemoonvis is maximaal 11 centimeter.
De vis komt voor in de Indische Oceaan, Rode Zee en het westelijk deel van de Grote Oceaan en staat ook bekend onder de namen harlekijnvisje en clownvis.
De driebandanemoonvis leeft in een symbiotische relatie met de zeeanemonen Heteractis magnifica, Stichodactyla gigantea, en Stichodactyla mertensii. Hoewel de meeste vissen wanneer ze in contact komen met een anemoon verlamd worden door de tentakels met netelcellen, wordt de driebandanemoonvis niet gestoken door de anemoon. De vis hult zich in een slijmlaag die als anemoon wordt herkend.
De vis voedt zich met parasieten die de anemoon bedreigen, voedselresten van de anemoon en kreeftjes. Daarnaast beschermt de vis de anemoon ook tegen zijn natuurlijke vijanden, zoals vlindervissen, door ze te verjagen als ze te dichtbij komen. Soms wordt ook gezegd dat de anemoonvis andere vissen de anemoon in lokt zodat deze gevangen worden door de anemoon.
Gemiddeld worden de vrouwtjes 11 cm groot en de mannetjes 8 cm.

## Voortplanting
De driebandanemoonvis leeft in kleine groepen in een anemoon. Zo'n groep telt één vrouwtje, dat alleen paart met het grootste mannetje binnen de groep. Alle anemoonvissen komen ter wereld met actieve mannelijke en inactieve vrouwelijke geslachtsorganen. Zodra het vrouwtje overlijdt, ondergaat het dominante mannetje een geslachtsverandering en wordt het een vrouwtje.

## Trivia
- In de animatiefilm Finding Nemo worden de hoofdrollen vertolkt door twee driebandanemoonvissen.

## Video
- Driebandanemoonvissen in het National Marine Aquarium in Plymouth